# 두팽조
두팽조(竇彭祖, ? ~ 기원전 136년)는 전한 중기의 외척이자 관료로, 효문황후의 오라비 두건의 아들이다.

## 생애
문제 후7년(기원전 157년), 외척으로서 남피후(南皮侯)에 봉해졌다.
경제 4년(기원전 153년), 봉상에 임명되었다.
건원 5년(기원전 136년에 죽으니, 아들 두량이 작위를 이었다.

## 출전
- 사마천, 《사기》 권19 혜경간후자연표
- 반고, 《한서》 권19하 백관공경표 下

| 전임 은 | 전한의 봉상 기원전 153년 ~ 기원전 152년? | 후임 장흔 |

|  | 전한의 남피후 기원전 157년 6월 을묘일 ~ 기원전 136년 | 후대 아들 남피이후 두량 |